# Бем, Сандра
Сандра Рут Ли́псиц Бем (англ. Sandra Ruth Lipsitz Bem; 22 июня 1944 — 20 мая 2014) — американский психолог, известная своими работами по изучению гендерных проблем и психологической андрогинии. Создательница так называемой теории гендерных схем и полоролевого опросника Бем. Оказала значительное влияние на понимание гендерных ролей, гендера и сексуальности.

## Биография
Сандра Рут Липсиц родилась в Питтсбурге, штат Пенсильвания, 22 июня 1944 года. Её отец — Питер Липсиц — был почтовым служащим, а мать — Лиллиан Липсиц — работала секретарём. В начальной школе Сандра настаивала на том, чтобы носить штаны (а посещала она ортодоксальную еврейскую школу), и отказ носить юбку чуть не привел к её исключению. Этот ранний опыт, по мнению её биографов, предопределил научные интересы Сандры Бем к вопросам гендерных ролей, сексуальности и андрогинности.
Сандра поступила в Технологический институт Карнеги, где 1965 году познакомилась с молодым профессором по имени Дэрил Бем. Она попросила Бема контролировать её независимые исследования, и между ними завязались романтические отношения. Они поженились 6 июня 1965 года, когда Сандре было всего 20 лет, у них родились двое детей — Эмили и Джереми. Впоследствии пара разошлась, но оба они по-прежнему участвовали в жизни детей и остались друзьями и коллегами.
Через четыре года после того, как у неё была диагностирована болезнь Альцгеймера, Сандра Бем решила покончить жизнь самоубийством, пока болезнь не стала слишком изнурительной. В её последние дни рядом с ней находился 75-летний Дэрил Бем. Она умерла во сне 20 мая 2014 года, в возрасте 69 лет в своем доме в Итаке, штат Нью-Йорк.

## Вклад в психологию
Бем известна своим вкладом в изучение психологической андрогинии и проблем гендера. Вместе со своим мужем Дэрилом Бемом они привлекли всеобщее внимание своей концепцией эгалитарного брака. Они стали часто выступать на мероприятиях, посвящённых негативному влиянию гендерных стереотипов на людей и общество в целом. Однако, в то время не существовало достаточно эмпирических доказательств, чтобы подтвердить их предположения, так как эта область была мало исследована. Поэтому Сандра Бем была очень заинтересована в том, чтобы собрать достаточное количество данных, чтобы доказать негативные и ограничивающие эффекты традиционных гендерных ролей .
В начале карьеры она принимала активное участие в женском движении за равноправие, и в это время написала работу, касающуюся проблем женского трудоустройства. Её работа оказала большое влияние в ходе движения, агитирующего против гендерного неравенства в сфере трудовой деятельности и направленного на многие американские компании, такие как AT&T и Pittsburgh Press.
На раннем этапе карьеры Сандра Бем создала полоролевой опросник Бем, который представляет собой шкалу для измерения степени, в которой индивид проявляет черты или поведенческие особенности, традиционно связываемые с мужскими и/или женскими полюсами полоролевой идентификации. Опросник содержит 60 утверждений (качеств), на каждое из которых испытуемый отвечает «да» или «нет» (в русскоязычной литературе), оценивая тем самым наличие или отсутствие у себя названных качеств. 20 качеств в списке отражают свойства маскулинности, 20 — феминности, остальные 20 не несли за собой гендерной нагрузки. При составлении опросника были использованы те качества, которые были культурно обусловлены и допустимы для мужчин и женщин в начале 1970-х годов. Позже полоролевой опросник Бем был использован для измерения психологической гибкости и поведенческих показателей.

## Теория гендерных схем и концепция психологической андрогинии
Также Бем разработала теорию гендерных схем и концепцию психологической андрогинии. Теория гендерных схем рассматривает особенности половой принадлежности индивидуумов как основу их способа организации информации об окружающем мире. Согласно теории Бем, индивидуумы, ведущие себя типично для своего пола, используют гендерные схемы при восприятии и организации различного типа информации. Также индивидуумы, испытавшие влияние половой типизации, используют гендерные схемы в большей степени, чем индивидуумы, не подверженные этому культурному процессу.
Концепция психологической андрогинии была предложена Бем в начале 1970-х годов и поставила под сомнение устоявшиеся убеждения и предположения о том, что гендерные роли противоположны, биполярны и взаимоисключающи. Бем предположила, что измерение феминности и маскулинности может разделяться на две сферы: индивидуум с высокими маскулинными и низкими феминными показателями будет категоризован как «маскулинный». Человек с высокими феминными и низкими маскулинными показателями будет категоризован как «феминный». Люди, у которых будут высокие показатели по обеим категориям, будут определяться как «андрогинные», а с одинаково низкими показателями — как «недифференцированные». Данные, которые она собрала, указывали на необходимость слияния маскулинных и феминных черт для полноценного функционирования и адаптации человека в обществе. С той поры многочисленными исследованиями доказано, что мужественность и женственность не противопоставляются друг другу, а человек с характеристиками, строго соответствующими его полу, оказывается мало приспособленным к жизни.

## Взгляды на трансгендерность
В 1993-м году поддержала позицию радикальной феминистки Дженис Реймонд о том, что транссексуализм является социальной патологией.

## Публикации на русском языке
- Бем С. Линзы гендера: Трансформация взглядов на проблему неравенства полов / Пер. с англ. /. — М.: Российская политическая энциклопедия, 2004. — 336 с.